# Stadion Skalna klet
Stadion Skalna klet je nogometni stadion v Celju. Trenutno služi kot vadbeno središče NK Celje, kjer trenirajo člani prvega moštva. Tu ima sedež tudi Šolski nogometni center (ŠNC).
Na Skalni kleti so prvič igrali nogomet leta 1904, ko je deloval nemški športni klub Atletik. Stadion so prenavljali leta 1948 in 1952. V 1980-tih so opustili igranje nogometa na tedanjem igrišču Glazija ob Ljubljanski cesti, tako da je na stadionu Skalna klet celjski nogometni klub igral večino tekem v nekdanji republiški prvi ligi. Po osamosvojitvi je stadion za tekme prve državne lige služil do konca tisočletja. Ko je klub začel igrati v evopskih pokalih, so stadion med letoma 1993 in 1995 še prenovili in dogradili tribuno, ter prenovili klubske zgradbe. 
Po katastrofalni poplavi Savinje leta 1990 je začel nastajati nov stadion Arena Petrol, ki je prevzel tekme kluba in tudi slovenske nogometne reprezentance leta 1999. Na stadionu Skalna klet glavno moštvo celjskega nogometnega kluba občasno zaigra prijateljsko tekmo.